# TextAlive
TextAlive（テキストアライブ）は、音楽に合わせて歌詞の文字が動くアニメーション動画を容易に制作・共有できるウェブサービス。
産業技術総合研究所メディアインタラクション研究グループが研究開発し、学術研究目的で公開しながら実証実験している。
2015年9月8日に一般公開された。

## 概要
ウェブ上で公開されている楽曲と歌詞のコンテンツを利用して、楽曲の歌詞アニメーション動画を制作する作業を、ブラウザ上で行うことができる。
産業技術総合研究所が運営するSongleと連携しており、歌詞発声タイミングの自動解析はSongleが行う。
動画全体にわたる演出は、様々な「スタイル」から選んで切り替えることができる。
楽曲と歌詞は、クリプトン・フューチャー・メディアが運営するピアプロに投稿された音楽、歌詞テキストの作品を使用することが可能。
2016年2月、ピアプロに投稿されているイラストを動画の背景として使用できるようになった。
2016年10月、ライセンス条件をすべて満たすピアプロのコンテンツのみを利用して制作された動画に限り、作成したアニメーションを動画ファイルとしてダウンロードできるようになった。
2019年7月、VOCALOID用データファイルであるVSQXファイルから歌詞のタイミング情報をインポートする機能に対応した。
2020年9月18日、開発者向けAPI「TextAlive App API」が公開された。

## TextAlive App API
TextAlive App API は、TextAliveの機能を使い、音楽に合わせてタイミングよく歌詞が動くウェブアプリケーションを開発するためのJavaScript用ライブラリ。
一般的なウェブアプリケーション用の開発環境で、必要に応じて好みのJavaScript用ライブラリと組み合わせながら、自由な映像表現をプログラミングできる。
2020年には、初音ミク「マジカルミライ 2020」の企画として、TextAlive App APIを使用したプログラミング・コンテストが開催された。このコンテストは、翌年以降も開催されている。